# Jaulnes
Jaulnes [žóln] je francouzská obec v departementu Seine-et-Marne v regionu Île-de-France, asi 100 km jihovýchodně od Paříže. V roce 2012 zde žilo 367 obyvatel.

## Poloha obce
Obec leží na břehu řeky Seiny u hranic departementu Seine-et-Marne s departementem Yonne, tedy i u hranic regionu Île-de-France s regionem Burgundsko-Franche-Comté. Sousední obce jsou: Bray-sur-Seine, Compigny (Yonne), Everly, Gouaix, Grisy-sur-Seine, Montigny-le-Guesdier, Mousseaux-lès-Bray, Mouy-sur-Seine a Villenauxe-la-Petite.

## Pamětihodnosti
- Kostel svatého Petra a sv. Lié ze 13. století, gotická jednolodní stavba s věží
- Zámek Villeceaux ze 16. a 17. století

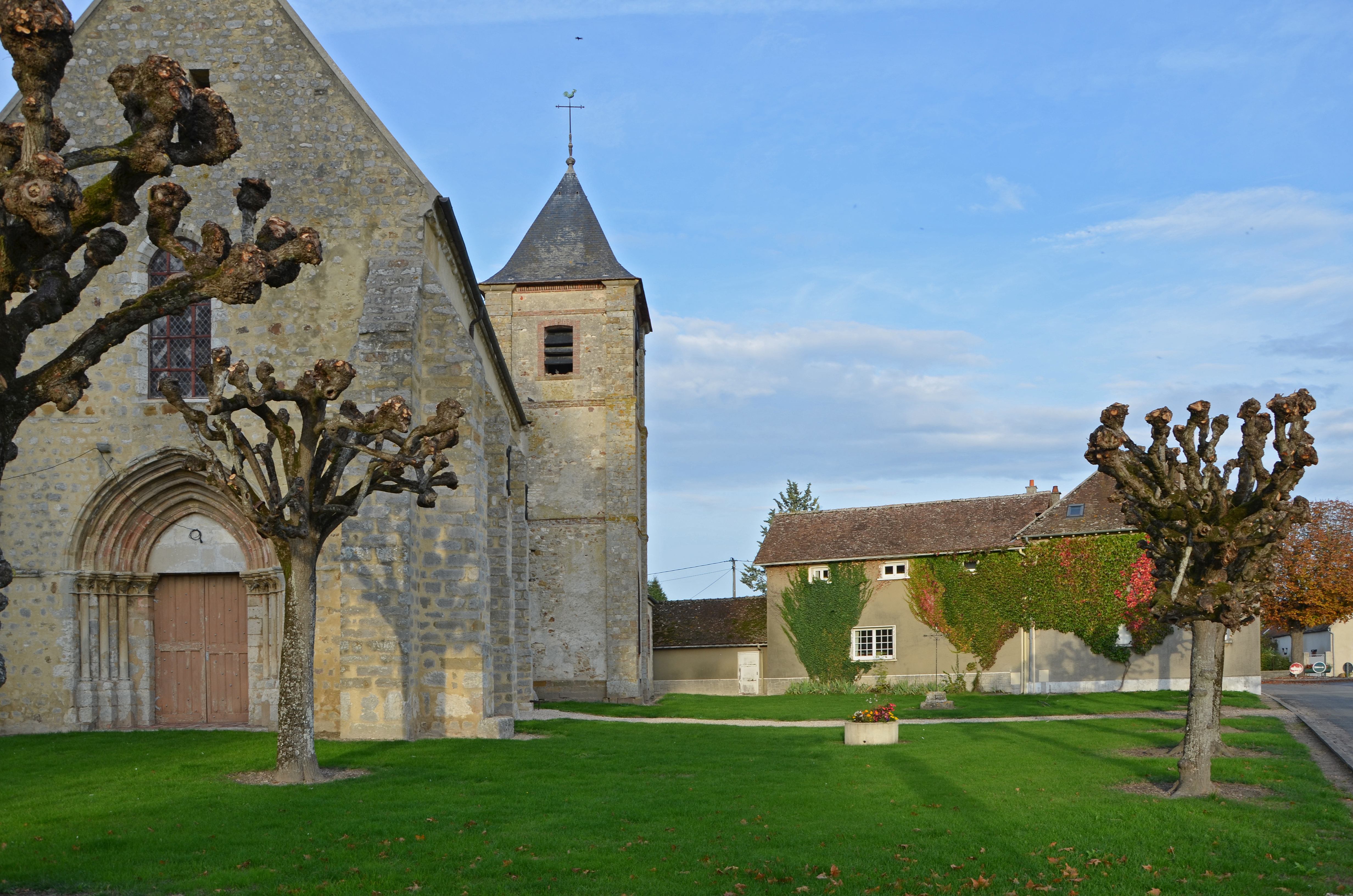
Kostel sv. Petra
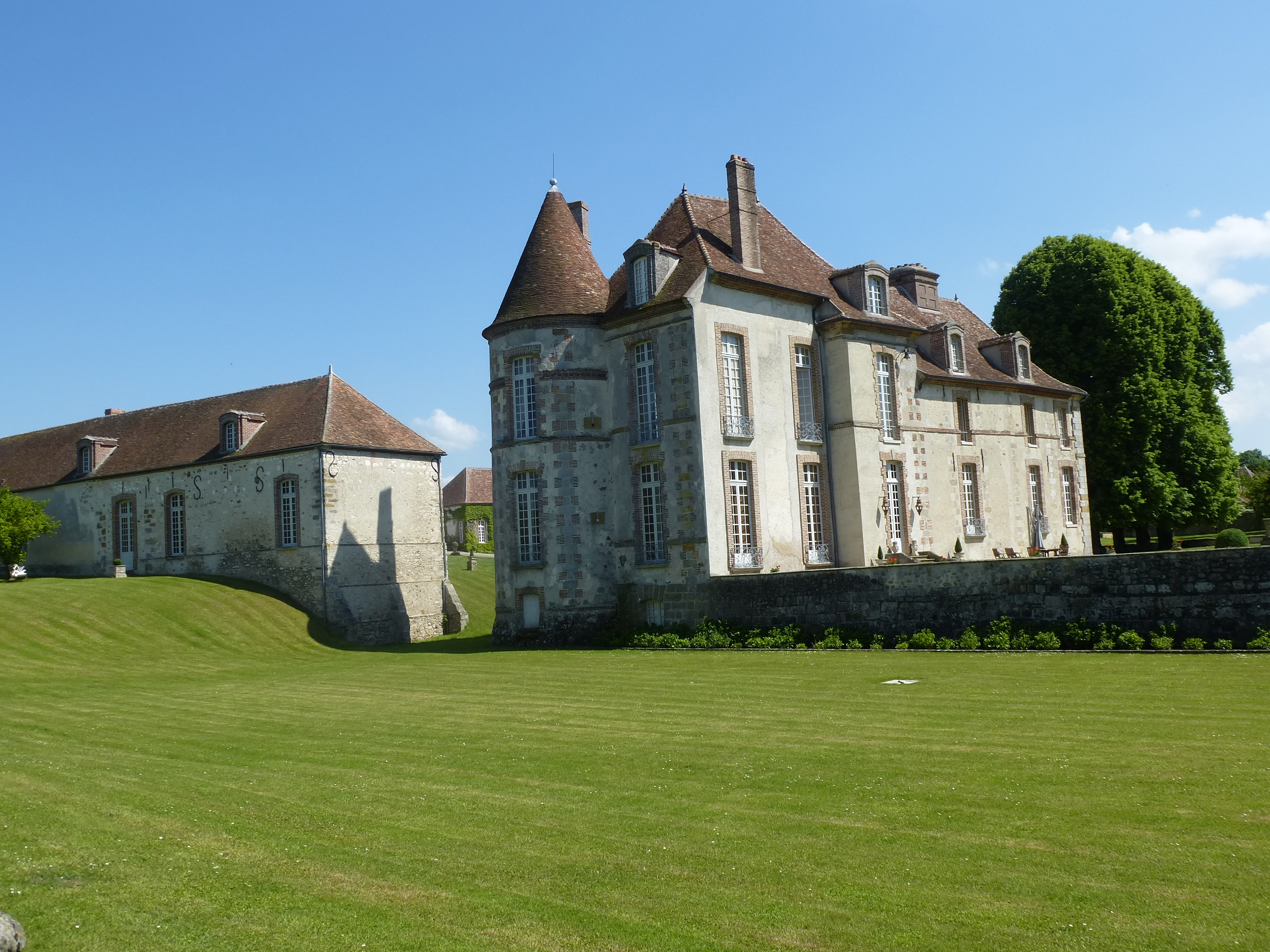
Zámek Villeceaux

## Vývoj počtu obyvatel
Počet obyvatel